# Takahashi Sankichi

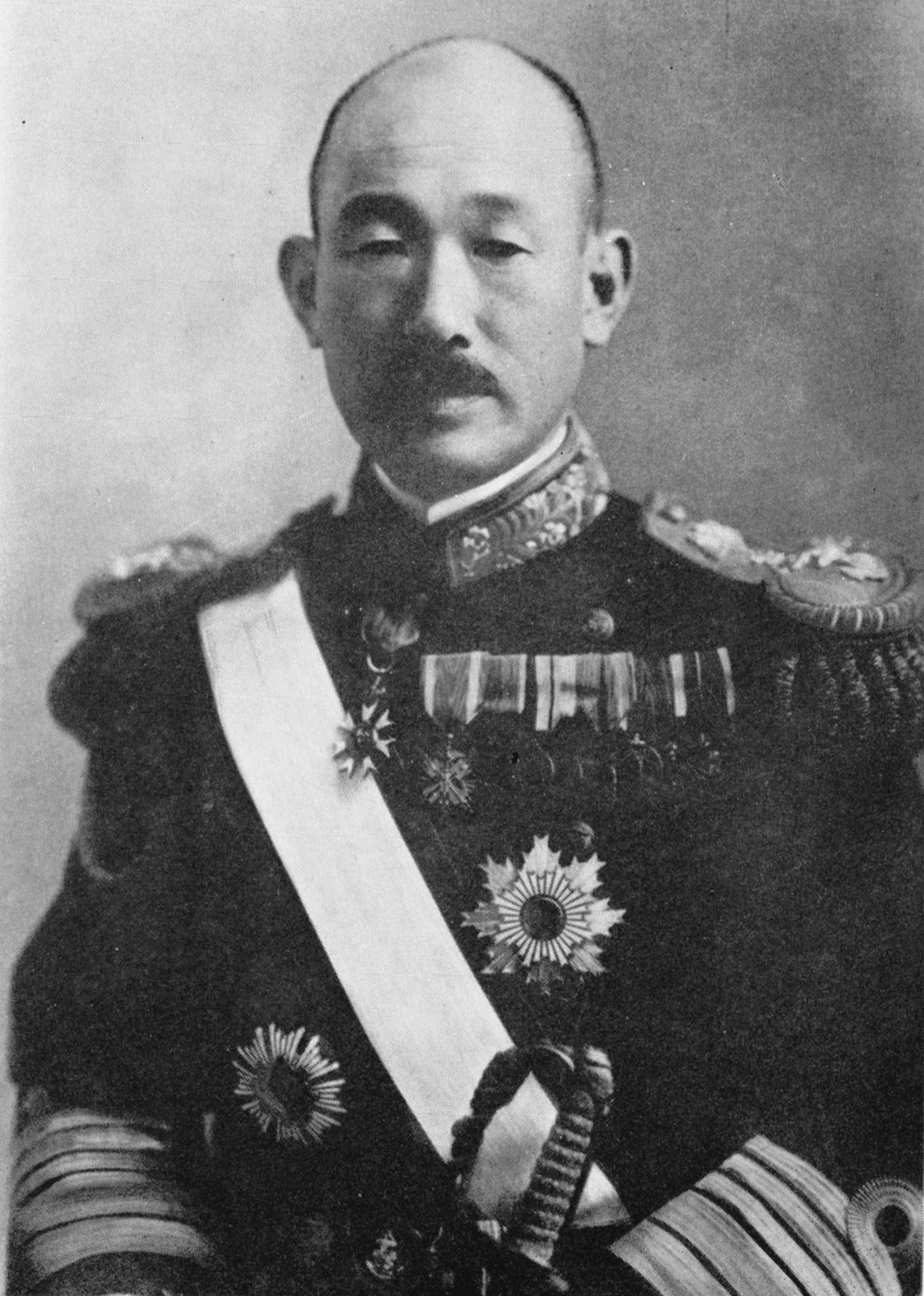
Takahashi Sankichi

Takahashi Sankichi (jap. 高橋 三吉; * 24. August 1882 in Tokio; † 15. Juni 1966) war ein japanischer Seeoffizier der Kaiserlich Japanischen Marine und zuletzt Admiral, der unter anderem 1928 sowie erneut 1929 erster Kommandeur der 1. Trägerdivision, von 1932 bis 1933 Vize-Chef des Admiralstabes, zwischen 1933 und 1934 Oberkommandierender der 2. Flotte sowie von 1934 bis 1936 sowohl Oberkommandierender der 1. Flotte als auch Oberkommandierender der Kombinierten Flotte war.

## Leben

### Ausbildung und Verwendungen als Seeoffizier
Takahashi Sankichi war Absolvent des 29. Lehrgangs der Kaiserlich Japanischen Marineakademie (Kaigun Heigakkō) und schloss seine Ausbildung als Fünftbester unter 115 Absolventen seines Jahrgangs ab. Zu seinen Lehrgangskameraden gehörten unter anderem die späteren Admirale Fujita Hisanori und Yonai Mitsumasa, der 1940 auch Premierminister von Japan war. Er wurde daraufhin am 14. Dezember 1901 als Fähnrich zur See (Kaigun shōi kōhosei) auf die Panzerkorvette Hiei sowie am 3. September 1902 auf den Panzerkreuzer Tokiwa versetzt. Danach versah er zwischen dem 19. Oktober 1902 und dem 1. Oktober 1903 Dienst auf dem Geschützten Kreuzer Matsushima, wo am 23. Januar 1903 auch seine Beförderung zum Leutnant zur See (Shōi) erfolgte. Anschließend war er vom 1. Oktober 1903 bis zum 13. Februar 1905 während des Russisch-Japanischen Krieges (8. Februar 1904 bis 5. September 1905) Offizier auf dem Torpedobootzerstörer Murakomo, der Namensgeberin der Murakumo-Klasse, und wurde dort am 13. Juli 1904 zum Oberleutnant zur See (Chūi) befördert. Während des weiteren Kriegsverlaufs wurde er am 13. Februar 1905 zunächst kommissarischer Abschnittsoffizier und nach seiner Beförderung zum Kapitänleutnant (Taii) am 5. August 1905 Abschnittsoffizier auf dem Einheitslinienschiff Shikishima. Nachdem er zwischen dem 12. Dezember 1905 und dem 12. Juni 1906 einen Lehrgang im Schießausbildungszentrum besucht hatte, war er Abschnittsoffizier auf dem Einheitslinienschiff Asahi und daraufhin vom 27. April bis zum 26. August 1907 Ausbilder in der Marineakademie. Danach wurde er am 26. August 1907 Abschnittsoffizier auf dem Geschützten Kreuzer Itsukushima sowie am 1. September 1908 als Stabsoffizier und Adjutant zum Marinebezirk Kure versetzt. Nachdem er zwischen dem 20. November 1908 und dem 19. Mai 1909 den B-Lehrgang an der Kaiserlich Japanischen Marinehochschule (Kaigun Daigakkō) sowie vom 19. Mai bis zum 1. Dezember 1909 den Fortgeschrittenlehrgang an der Marineschießschule besucht hatte, fand er erneut Verwendung als Stabsoffizier und Adjutant zum Marinebezirk Kure.

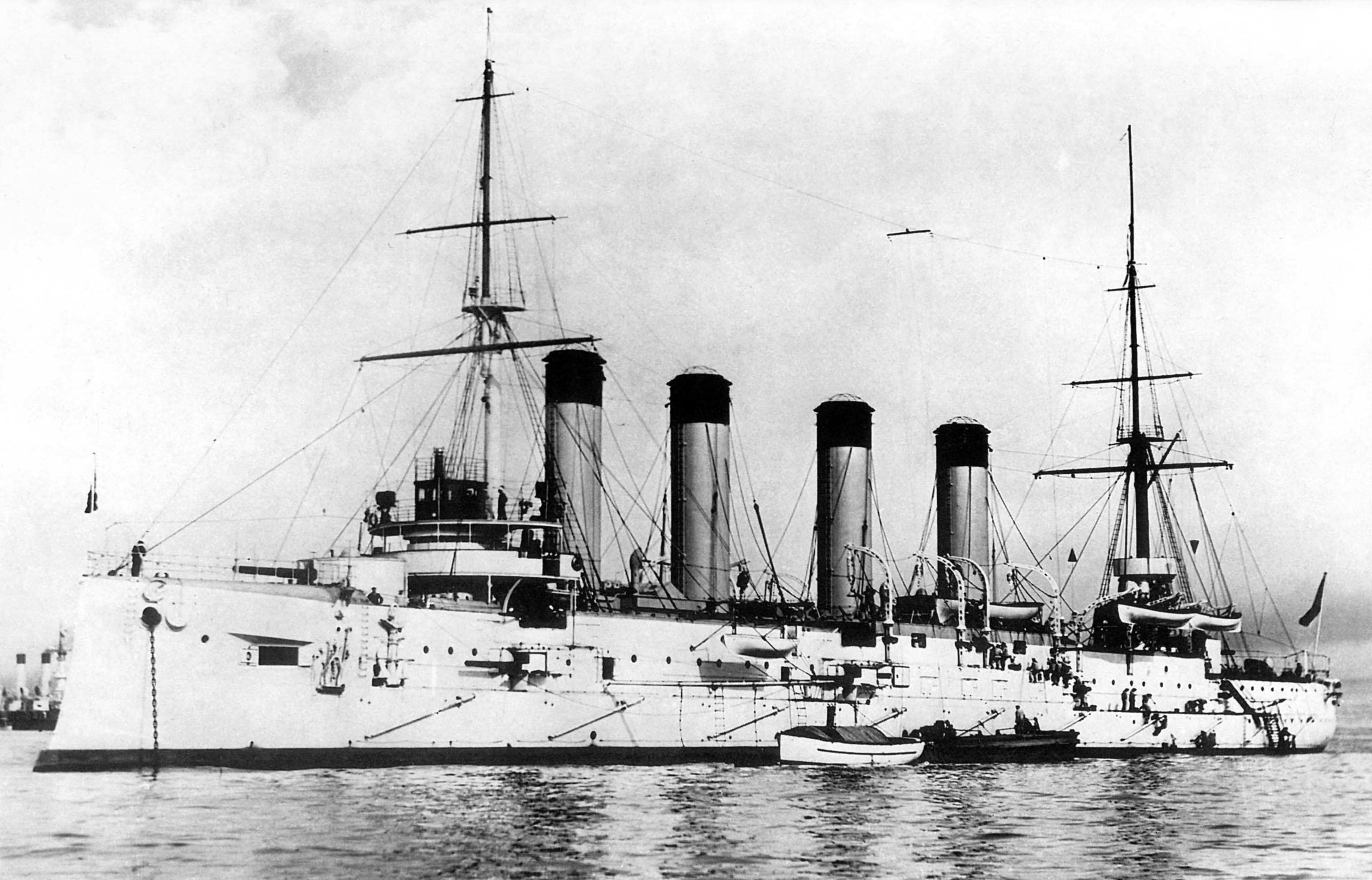
1924 war Kapitän zur See Takahashi Kommandant des Panzerkreuzers Aso.

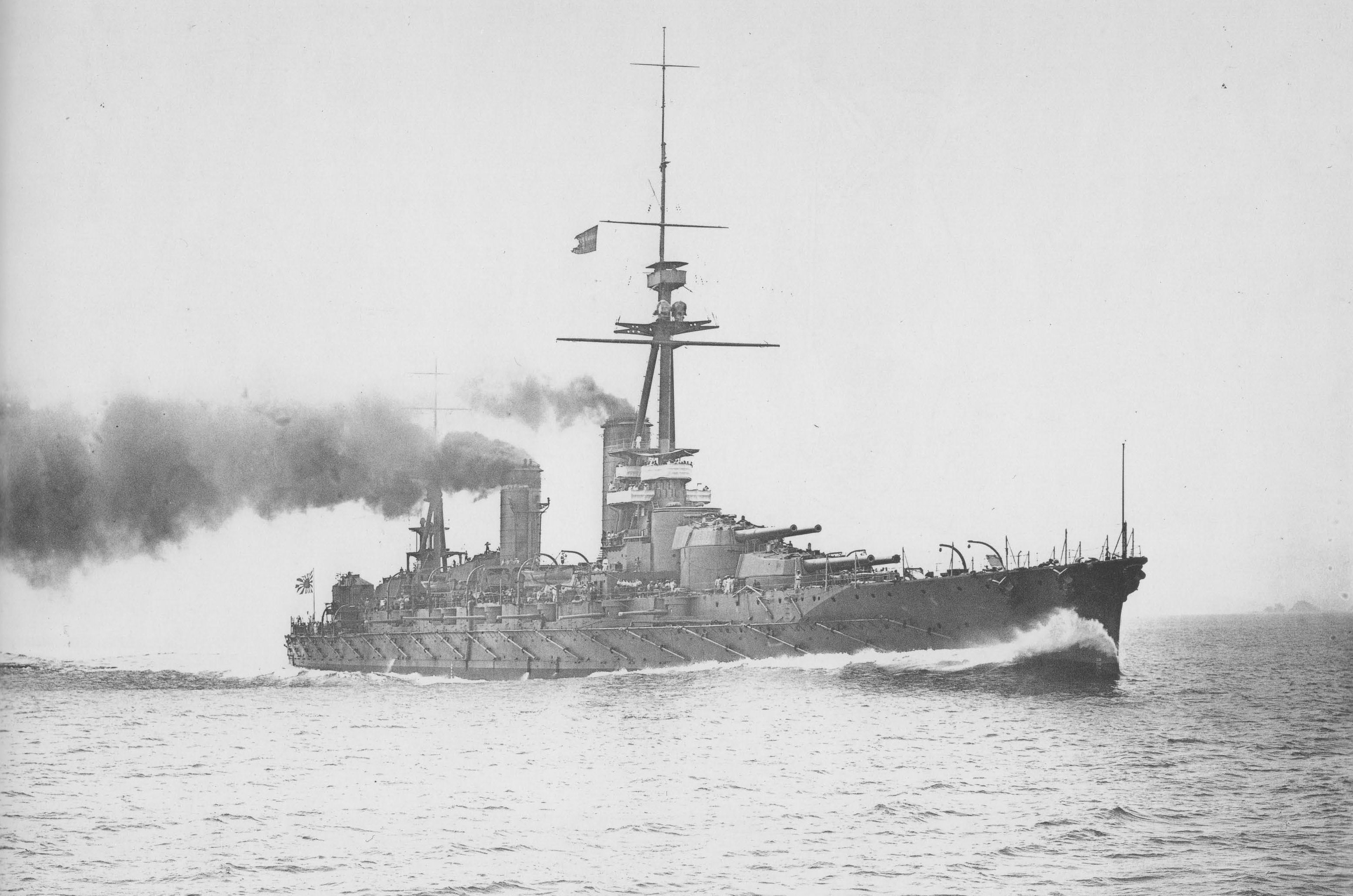
Kapitän zur See Takahashi war ferner von 1924 bis 1925 Kommandant des Schlachtschiffs Fusō.

Takahashi absolvierte zwischen dem 1. Dezember 1910 und dem 22. Mai 1912 den A-Lehrgang der Marinehochschule, den er als Zehntbester seines Jahrgangs abschloss, und wurde in dieser Zeit am 1. Dezember 1911 auch zum Korvettenkapitän (Shōsa) befördert. Daraufhin wurde er am 22. Mai 1912 Abschnittsoffizier auf dem Panzerkreuzer Ikoma sowie am 31. Juli 1912 auf dem Schlachtschiff Kawachi, ehe er vom 1. Dezember 1912 bis zum 2. Mai 1915 Dienst im Büro für Personalangelegenheiten des Marineministeriums (Kaigun-shō) versah. Im Rahmen einer Abordnung des Marineministeriums unternahm er während des Ersten Weltkrieges zwischen dem 5. Februar 1915 und dem 3. April 1916 nach Europa und die USA und war nach seiner Rückkehr vom 28. April bis zum 1. Dezember 1916 Offizier im Stab des 4. Geschwaders. Nach seiner Beförderung zum Fregattenkapitän (Chūsa) war er zwischen dem 1. Dezember 1916 und dem 1. Juni 1917 Erster Offizier des Einheitslinienschiffs Hizen sowie im Anschluss vom 1. Juni bis zum 1. Dezember 1917 Offizier im Stab der am 7. Februar 1917 für den uneingeschränkten U-Boot-Krieg aufgestellten 1. Spezialeinsatzflotte (Dai-Ichi Tokumu Kantai). Im weiteren Kriegsverlauf war er daraufhin zwischen dem 1. Dezember 1917 und dem 1. Dezember 1919 Offizier im Stab des Marinebezirks Yokosuka. Nach Kriegsende diente er zu Beginn der Zwischenkriegszeit vom 1. Dezember 1919 bis zum 20. November 1920 im Stab der 2. Flotte sowie daraufhin zwischen dem 20. November 1920 und dem 10. November 1922 als Ausbilder an der Marinehochschule, wobei er in dieser Verwendung am 1. Dezember 1920 auch zum Kapitän zur See (Taisa) befördert wurde. Anschließend war er vom 10. November 1920 bis zum 7. Mai 1924 Chef der Sektion 2 des 1. Büros des Admiralstabes sowie in Personalunion zwischen dem 1. Dezember 1922 und dem 1. März 1923 auch Chef der Sektion 2 dieses 1. Büros. Daraufhin wurde er am 7. Mai 1924 zunächst Kommandant des Panzerkreuzers Aso, des während des Russisch-Japanischen Krieges eroberten Panzerkreuzers Bajan der Kaiserlich Russischen Marine, sowie vom 10. November 1924 bis zum 1. Dezember 1925 Kommandant des Schlachtschiffs Fusō.

### Aufstieg zum Admiral

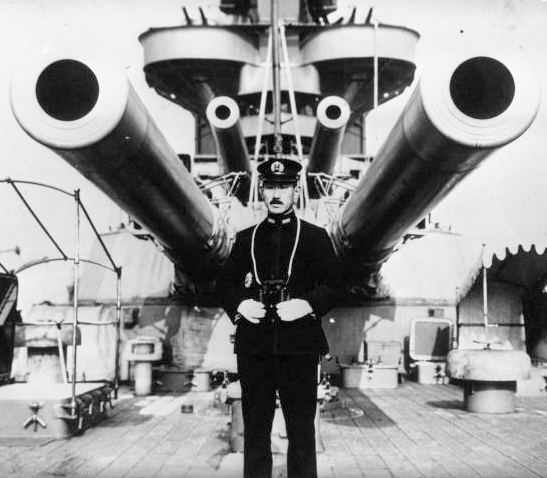
Takahashi Sankichi auf dem Schlachtschiff Yamashiro (1935)

Nach seiner Beförderung zum Konteradmiral (Shōshō) war Takahashi Sankichi zwischen dem 1. Dezember 1925 und dem 1. November 1926 zunächst Chef des 2. Büros des Admiralstabes und übernahm im Anschluss vom 1. November 1926 bis zum 1. Dezember 1927 in Personalunion die Funktionen als Chef des Stabes der 1. Flotte sowie zeitgleich als Chef des Stabes der Kombinierten Flotte. Nachdem er daraufhin für einige Monate zum Admiralstab abgeordnet war, war er vom 1. April bis zum 10. Dezember 1928 sowie nach einer neuerlichen Abordnung zum Admiralstab zwischen dem 1. April und dem 30. November 1929 Kommandeur der 1. Trägerdivision (Dai Ichi Kōkū sentai), eine Flugzeugträgereinheit der Kaiserlich Japanischen Marine, die am 1. April 1928 aus den beiden Trägern Akagi und Hōshō gebildet wurde. Am 30. November 1929 wurde er zum Vizeadmiral (Chūjō) befördert und löste daraufhin Nakamura Ryōzō als Direktor der Marinehochschule ab. Er bekleidete dieses Amt bis zum 8. Februar 1932 und wurde daraufhin von Hyakutake Gengo abgelöst. Er selbst wiederum übernahm im Wechsel von Hyakutake Gengo den Posten als Vize-Chef des Admiralstabes (Kaigun Gunreibu Jicho) und behielt diesen bis zum 15. November 1933, woraufhin Matsuyama Shigeru ihn ablöste.
Danach übernahm Takahashi am 15. November 1933 als Nachfolger von Suetsugu Nobumasa den Posten als Oberkommandierender der 2. Flotte (Dai-Ni Kantai) und verblieb auf diesem bis zum 15. November 1934, woraufhin sein Lehrgangskamerad der Marineakademie Yonai Mitsumasa ihn ablöste. Im Anschluss wurde er am 15. November 1934 wiederum als Nachfolger von Suetsugu Nobumasa sowohl Oberkommandierender der 1. Flotte (Dai-ichi Kantai) als auch Oberkommandierender der Kombinierten Flotte (Rengō Kantai) und wurde in beiden Funktionen am 1. Dezember 1936 abermals von Yonai Mitsumasa abgelöst. Während dieser Kommandoposten erhielt er am 1. April 1936 seine Beförderung zum Admiral (Taishō) und wurde am 1. Dezember 1936 Mitglied des Marinerates. Er gehörte diesem Gremium bis zum 1. April 1939 an und wurde daraufhin in eine Wartestellung sowie vier Tage später in die Reserve versetzt.

## Hintergrundliteratur
- Misao Toyama (Herausgeber): Army and Navy General Personnel Overview, Navy Edition, Fuyo Shobo Publishing, 1981
- Hideki Fukukawa: Dictionary of Japanese Naval Officers, Fuyo Shobo Publishing, 2000
- Combined Fleet Commander-in-Chief, Senki Series No. 61, Shinjin Oraisha, 2003.
- Ikuhiko Hata: Japanese Army and Navy Comprehensive Encyclopedia, 2. Auflage, University of Tokyo Press, 2005